# Rio Rubim do Norte
Rio Rubim do Norte är ett vattendrag i Brasilien.   Det ligger i delstaten Minas Gerais, i den östra delen av landet, 800 km öster om huvudstaden Brasília.
Omgivningarna runt Rio Rubim do Norte är huvudsakligen savann. Runt Rio Rubim do Norte är det glesbefolkat, med 9 invånare per kvadratkilometer.